# Agua Blanca (El Dorado)
Agua Blanca es una localidad peruana. Capital del Distrito de Agua Blanca que conforma la provincia de El Dorado del Departamento de San Martín, bajo la administración del Gobierno Regional de San Martín, en el Perú.
Desde el punto de vista jerárquico de la Iglesia católica, forma parte de la  Prelatura de Moyobamba, sufragánea de la Metropolitana de Trujillo y  encomendada por la Santa Sede a la Archidiócesis de Toledo en España.

## Historia
El nombre de Agua Blanca proviene de la quebrada, que atraviesa el distrito de Agua Blanca, denominada Yurac Yacú, término quechua para referirse a «agua blanca».
La formación de Agua Blanca se remonta a las últimas décadas del siglo pasado, cuando personas provenientes de Lamas, en su afán por buscar la subsistencia de sus familias mediante la caza y la pesca, fueron atraídos por la abundancia de animales y peces en las aguas de la Quebrada Yurac Yacú. Estas actividades motivaron viajes frecuentes hasta que se establecieron pequeñas familias con el correr de los años.
El primer alcalde fue José Benito Cotrina del Águila.

## Geografía

### Ubicación
Se encuentra situado a 750 m s. n. m., a 17 km de la ciudad de San José de Sisa, capital de la provincia de El Dorado, a la margen derecha del río Sisa. El distrito se extiende por una superficie de 168,19 km². De relieve ondulado y escasa vegetación, está comprendido entre las coordenadas geográficas 6° 42’ de altitud Sur y 76° 35’ de longitud Oeste

### Clima
Esta zona registra una temperatura máxima media de 33.20 °C, temperatura media de 26.40 °C y temperatura mínima media de 19.60 °C, con una humedad relativa media de 87%.

### Vías de acceso
El acceso a Agua Blanca es posible por medio de automóviles o camionetas. De Tarapoto a El Dorado, existe una carretera asfaltada, por la cual es posible recorrer los 67 km que los separan en una hora de viaje. Desde El Dorada hasta Agua Blanca, existe una carretera asfaltada recientemente, por la cual es posible recorrer los 17 km de trayecto en unos 30 minutos.

### Geografía humana
En esta zona de la Amazonia peruana habita la etnia quechua, grupo Quechua Lamista,  autodenominado Llacuash
Agua Blanca cuenta con una población de 1 390 habitantes. 